# Za kulisami (dramat)
Za kulisami również Za kulisami-Tyrtej – dyptyk dramatyczny Cypriana Kamila Norwida napisany w latach 1865–1866, składający się z tragedii Tyrtej i komedii Za kulisami.
Dramat rozgrywa się na dwóch planach: na scenie teatru, gdzie odgrywana jest tragedia o greckim poecie Tyrteju i za kulisami, gdzie ma miejsce bal maskowy. 
W utworze znajduje się Dedykacja, którą Norwid poświęca "młodości mej stolicy" (Warszawie). Wiele fragmentów utworu stanowi aluzję do Warszawy po upadku powstania styczniowego.

## Powstanie utworu
Geneza utworu związana jest z losami powstania styczniowego, przede wszystkim z tragicznym przebiegiem działań militarnych, a następnie z narzuconym sferom towarzyskim Warszawy przez władze carskie w 1864 roku obowiązkiem uczestniczenia w organizowanych odgórnie balach, które następnie zaczęły być organizowane samorzutnie. Biedna Warszawa – komentował poeta w liście z 20 lipca 1865 – bawi się byle czym, jak małe dziecko ze starganymi nerwami. Temat dramatu podsunął Norwidowi, wydany w 1862 roku, na fali wzbierających nastrojów rewolucyjnych, poemat Władysława Ludwika Anczyca Tyrteusz. Norwid zainteresował się najpierw spuścizną starogreckiego poety, przetłumaczył nawet dwa fragmenty jego elegii, a potem szukał o nim informacji biograficznych u Pauzaniasza i Justyna.
Pracę nad dramatem podjął w lecie 1865 roku. Wtedy powstał cały Tyrtej (IV obrazy) albo przynajmniej obrazy ateńskie (I-III). W liście do M. Sokołowskiego z początku lipca 1865 Norwid pisał bowiem, że w tych dniach odbył podróż do Aten (w duchu). Wtedy też powstało obramowanie, z którego zachował się fragment początkowy z podróżnikiem Omegiem i jego sługą Malcherem, znajdującymi się za kulisami teatru. Całą drugą połowę tego roku i początek roku następnego spędził Norwid na przygotowywaniu lipskiego wydania swoich poezji i do pracy nad dramatem wrócił dopiero w kwietniu 1866. Na początku maja pisał bowiem do Kraszewskiego, że posiada w papierach tragedię fantastyczną Tyrtej Lacedemoński umieszczoną pomiędzy wojną messeńską a czasami obecnymi. Wtedy został napisany Prolog wypełniony dialogiem pomiędzy Omegiem (wciąż jeszcze) a Quidamem. Nie pojawia się w nim Malcher. Omeg nie jest jeszcze autorem Tyrteja, i ma opuścić teatr o północy, a nie jak to będzie ostatecznie, o świcie.
Trzeci etap pracy nad dramatem stanowiło napisanie czterech scen maskaradowych, rozgrywających się za kulisami przedstawienia teatralnego. Na podstawie badań nad rękopisem przyjmuje się, że powstały one w 1866, ale już po napisaniu Prologu. Omeg jest w nich już bowiem autorem Tyrteja, a moment jego wyjazdu został przesunięty na godzinę świtu. Do scen maskaradowych weszło prawdopodobnie sporo scen komediowych z wcześniejszego obramowania Tyrteja. W 1869 Norwid planował umieszczenie dramatu Za kulisami w drugim tomie jego poezji. Wtedy prawdopodobnie dokonał drobnych retuszy, przenosząc między innymi Prolog z początku Tyrteja przed sceny maskaradowe, pisząc przedmowę. Utwór ostatecznie nie ukazał się za życia poety. Sceny maskaradowe i uszkodzony rękopis Tyrteja, pozbawiony końca wydał, łącząc je według własnego pomysłu w 1912 Zenon Przesmycki w tomie C swoich Pism Zebranych.

## Osoby
| Tyrtej                 | Tyrtej                  | Za kulisami   | Za kulisami                   |
| ---------------------- | ----------------------- | ------------- | ----------------------------- |
| Tyrtej                 | poeta ateński           | Omegitt       | pan na Omegach                |
| Kleokarp               | areopagita              | Lia (Julia)   | jego narzeczona               |
| Eginea                 | córka Kleokarpa         | Emma          | powiernica Lii                |
| Dorilla                | siostra Eginei          | Sofistoff     | referendarz stanu             |
| Laon                   | przybrany syn Kleokarpa | Malcher       | służący Omegitta              |
| Syn Chariklesa         | młodzieniec ateński     | Glück-Schnell | poręczyciel spółki teatralnej |
| Wódz Partenianów       |                         | Polak         | urzędnik zagraniczny          |
| I, II i III Niewolnica | Kleokarpa               | Diogenes      | maska                         |
| Daim                   | biegacz spartański      | Feuilleton    | maska                         |
| Starzec-ciemny         | weteran spartański      | Poeta gminny  |                               |
| Hieroplit              | jego syn, wojownik      | Krytyk        |                               |
| Chłopiec               | spartański (Primus)     | Mandolin      |                               |
| Efor I i II            | spartański              | Sułtan        | maska                         |
| Woźny                  | spartański              | Dianna        |                               |
| Cenzor                 | spartański              | Noc           |                               |
|                        |                         | Sekretarz     | ambasady                      |
|                        |                         | Quidam        |                               |
|                        |                         | Fiffraque     | sławny autor współczesny      |

## Treść

### Trytej

#### Prolog
Malcher w złym humorze domyka pakunki podróżne. Quidam, aby wymknąć się przed jego narowami, zabiera Podróżnika (Omega) do teatru. Podróżnik zagaja rozmowę o tym, że Polacy nie rodzą się służącymi, ale raczej feudalnymi jeszcze giermkami i towarzyszami broni. Quidam uważa, że tym bardziej należało odwiedzić teatr, tę kwintesencję współczesności, gdzie kolumny są nie z marmuru, a z gipsowanych cegieł, a kapitele kolumn z galwanizowanego cynku i gdzie specjalny przedsiębiorca aplauzu w wykalkulowany sposób opóźnia wejście śpiewaczki na scenę, by podgrzać entuzjazm widowni. Podróżnik wpisuje w albumie Quidama wiersz W pamiętniku, z którego pochodzą słynne strofy o popiele i diamencie:
Gorejąc, nie wiesz, czy? stawasz się wolny
Czy to, co twoje ma być zatracone?
Czy popiół tylko zostanie i zamęt,
Co idzie w przepaść z burzą? - czy zostanie
Na dnie popiołu gwiaździsty dyjament,
Wiekuistego zwycięstwa zaranie!...

#### Scena wstępna

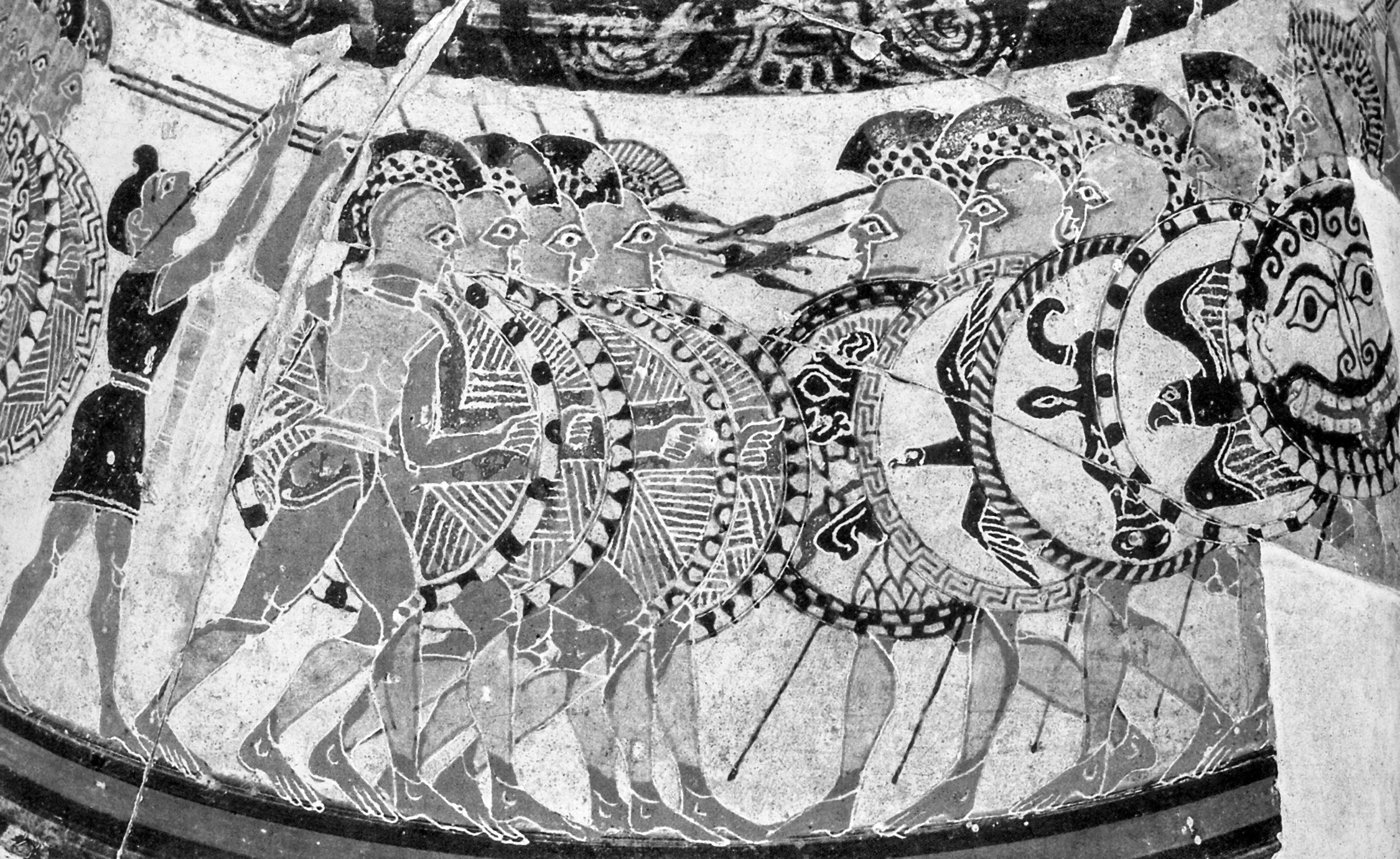
Walka hoplitów. Waza Chigi. 650 p.n.e.

(Brak pięciu kart) Melchior (Malcher) i Omeg trafiają na oddział Partenian, którzy wygnani ze Sparty, przeklinają ojców i matki, których nie mieli i ziemię lacedemońską, która nigdy nie była im ojczyzną. Melchiorowi przypominają legię cudzoziemską w Algierii. Oddalają się.

#### Scena I
Chór Lewy, Prawy i Epod głoszą pochwałę chóru ateńskiego, który jak Areopag pozostaje w stałym dialogu z prawdą. Pojawia się Laon, który przed laty ocalił tonącego w czasie bitwy morskiej Kleokarpa, a teraz waha się, czy nie nazbyt pochopnie śledzi potajemne wycieczki jego córki Eginei. Chóry mówią o ogromnym, wrzącym kole wichrów, ciał i duchów na krańcach przestrzeni oraz o mrokach na wybrzeżach świata, przez które przechodzą duchy bohaterskie. Laon chwali chór, który może wyrokować o burzach lepiej niż samotny sternik na wzburzonym morzu. Sam jest Fenicjaninem, który po uratowaniu Kleokarpa, wszedł w jego dom i został obywatelem ateńskim. Teraz chce ochronić przed burzą dom swego opiekuna, odkąd Eginea zaczęła się spotykać z poetą Tyrteuszem, którego, po uzyskaniu wyroczni delfickiej, ateńczycy przeznaczyli na wodza wojsk spartańskich. Chóry radzą mu udać się na wzgórze Areopagu i pod gwieździstym niebem uspokoić serce, by mógł odnaleźć prawdę. Laon dostrzega biegacza z kosturem, Daima, który przybywa ze Sparty z okrzykiem: zwyciężyć albo zginąć i z pytaniem o wodza. Wypytywany przez Laona i chór wyjawia, że tylko równi wśród Spartan wołają zwyciężyć albo zginąć, lud zaś mówi zginąć albo zwyciężyć. Laon wnioskuje z tej różnicy zdań, że nikt w Sparcie nie jest gotów przyjąć godności harmosta nad Messenią. Daim wychwala cnoty dzielnego Hieroplita, który jego zdaniem mógłby to uczynić. Chór nakazuje mu odnieść wiadomość, że za niewiele dni, zgodnie z wyrocznią delficką, zostanie wysłany wódz dla Lacedemończyków z Aten.

#### Scena II

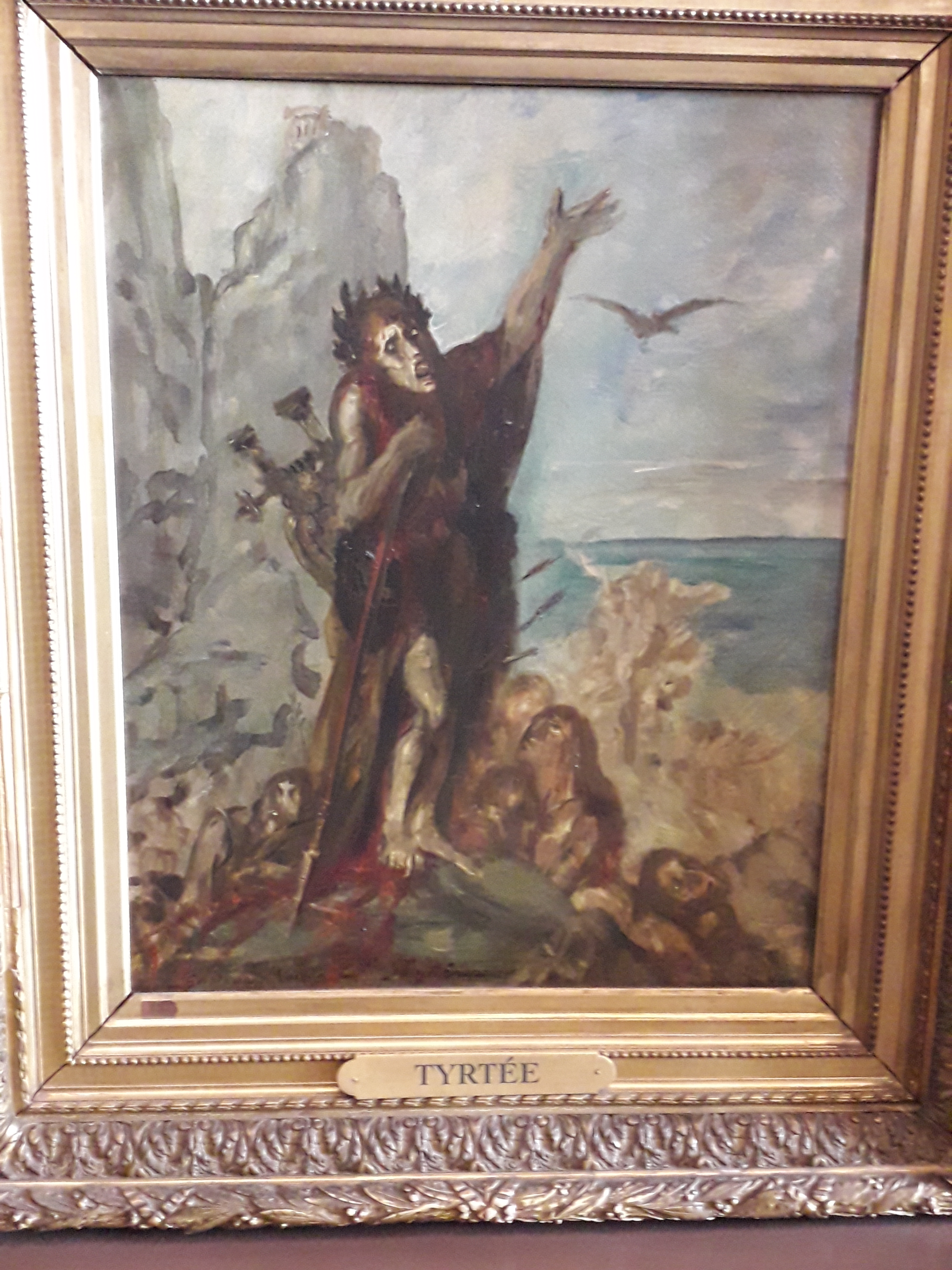
Tyrtej. Gustave Moreau.

Dorilla zarzuca siostrze Eginei, że w środku pracy porzuciła krosna, których ona celowo nie sprzątnęła, by je ujrzał porzucone, powracający z Areopagu ojciec. Eginea zasłania się koniecznością przygotowania pieśni chóralnej na nadchodzące święto. Nadchodzi Kleokarp i chwali Egineę za to, że pracuje przy krosnach, co złości Dorillę. Kiedy ta odchodzi, pod nogi Eginei pada kamyk owinięty kwiatem granatu. Tyrtej chce przyspieszyć umówioną schadzkę, ale Eginea go przepędza. Powracający z miasta Laon dziwi się skąd Eginea ma taki sam kwiat jaki on przyniósł. Dziewczyna twierdzi, że potrzebny jest jej jako wzór do pracy. Przy posiłku Laon opowiada ojcu, że uczestniczył przy pracach nad wodowaniem nowego okrętu, a Kleokarp wygłasza pochwałę mądrości wynikającej z opanowywania żywiołów. Syn Chariklesa przynosi wiadomość o wywyższeniu Tyrteja. Wspomina jak to, jeszcze niedawno, jego utwór wygrał z Tyrtejowym, który wygwizdano. Przypomina jak szydzono z Tyrteja, że jest kulawy i jednooki, a dziś gdy wstępował do  świątyni przed stu wojownikami spartańskimi, jego chód wydawał się zebranym pełen wdzięku. Kleokarp wyrzeka na niestałość opinii ludu oraz na złe skutki zawiści. Eginea oddala się, by posłuchać przed snem słowika.

#### Scena III
W innej części ogrodu Eginea przysłuchuje się poruszeniom swego serca. Nadchodzi Tyrtej i wyrzuca jej, że oburzyła się na wrzucenie kamyka do jej ogrodu. Dziewczyna skarży się, że wprowadziła w błąd ojca i siostrę, po to by słuchać wyrzutów. Tyrtej pytany o to co robił opowiada o ludziach pełnych zazdrości spotkanych w ciągu dnia i o tym, jak zerwał kwiat i rzucił przez parkan, by móc odpowiedzieć na pytanie: co robiłeś? Skarży się na dwulicowość Ateńczyków, którzy po jego wyniesieniu hołubią go, choć dopiero co nim pomiatali. Wieści, że lira współczesnych poetów jest krucha i drewniana, a oni sami nie giną od lwów, lecz są deptani przez bydło. Orfeusz potrafił wstrząsnąć swą pieśnią potworami i wcale im się nie kłaniał. Jego współczesny naśladowca, podążając jego śladem, zachowuje się jak poddany. Dlatego prawdziwi poeci rodzą się na pustyni, gdy już prawdziwych poetów nie ma. Tyrtej zaplątuje się w gałęzie lauru, z których Eginea go wydobywa, a on myli przy tym rym. Nie tego oczekiwał od kobiety, ale bez niej nawet wyrocznia delficka nie ma mocy.
Powierza Eginei swą tajemnicę. Lakoniczność spartańska polega na przerwach w mówieniu. Nie sposób tak mówić o rzeczach powszednich, bo przerw tych nie da się ich wzajemnie podawać i zamieniać. Pojąwszy to zrozumiał swe posłannictwo i mądrość wyroków boskich. Stanął przed zastępem Spartanów i odkrył, że nie bije w nich serce, że lud ten cały zżelaźniał. Likurg, twórca tego ludu, wypowiedział od razu wszystko. Bóg tam już nic nie tworzy. Nie ma dla niego miejsca, jak dla podrzutków i kalek. I dlatego został posłany Tyrtej, nim się znajdzie miejsce dla ojca bogów. Likurg, jak Pigmalion, pod którego uściskiem ożył posąg, stworzył z ukochanej idei zastęp synów twardych, rzeczpospolitą wojskową gladiatorów, o której delficki Apollo rzekł, że dopóty trwać będzie, aż się Likurgowe prawa nie wyczerpią. Inaczej było z republiką ateńską. Jej wielki ostatni król Kodrus, w kmiecej sukmanie i z kosą, rzucił się na dzidy wrogów, wołając koniec królestwu ateńskiemu i tak stał się kamieniem węgielnym przeobrażenia ludu. Likurg nie zaufał boskiej sile przetwarzania, ale jak rzeźbiarz swemu planowi. Potomstwo Kodrosa jest współboskie, Likurga jest współposągowe i dopóty te kamienie zwyciężać będą ludzi aż zwyciężą... A wówczas nie pozostanie kamień na kamieniu. 
Świadom swego tragicznego posłannictwa Tyrtej zaklina Egineę, by była z nim, gdy wyruszy do Sparty, gdy podejmie walkę i poniesie w niej klęskę. Dziewczyna obiecuje trwać u jego boku. Prosi, by pozostawił jej ludzi i konie, a ona dołączy do niego, nawet wbrew woli ojca i bogów.

#### Scena IV

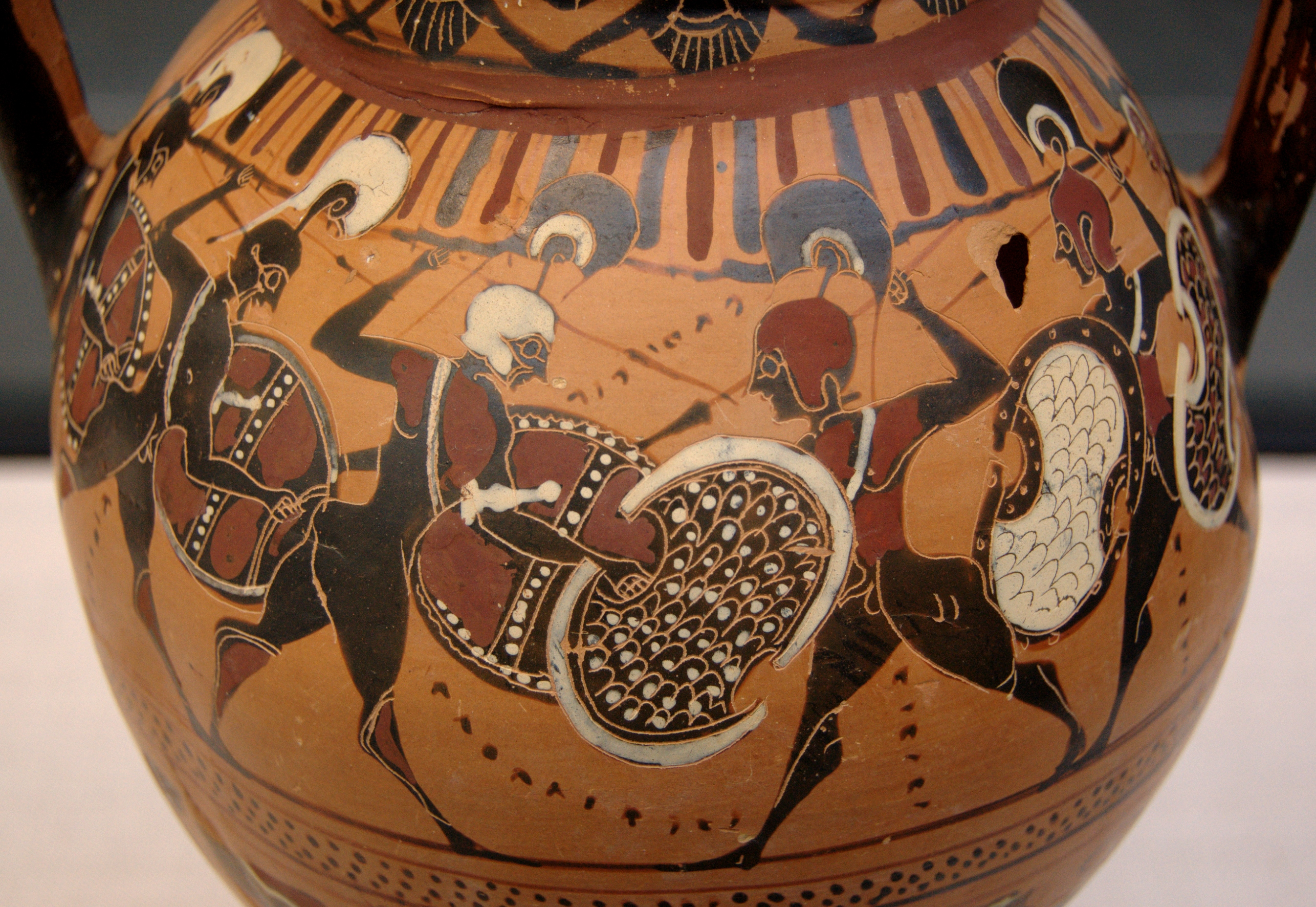
Falanga. Amfora tyrreńska. 560 p.n.e.

Dzieci biegające wokół niewidomego spartańskiego starca proszą go o jeszcze jedną pieśń bojową. Dostrzegają w dali posłańca biegnącego o kosturze, w którym starzec rozpoznaje Daima. Starzec prosi, by przywołały go gdy się zbliży do prawdziwego Spartiaty, który stracił wzrok przed laty w bitwie, który odepchnął syna myśląc, że jest ranny w plecy i wnioskował o ukaranie każdego kto karmi ptaki i w ten sposób przyucza je do próżniactwa. Domyślając się porażki wołają: zginąć albo zwyciężyć, a Daim potwierdza ich obawy. Tyrtej na stronie ubolewa, że tylko te dwie rzeczy umieją. Daim przekazuje starcowi, że syn jego Hieroplit żyje, czym doprowadza go do furii. Prawdziwy Spartiata nie dba o los swego syna lecz wojska i wodza. O wodzu Daim wie, że śpiewnym głosem zapowiadał przegraną, że jest kulawy i jednooki. Starzec dopytuje się czy wódz przez wojenne rzemiosło nie odniósł ran, lecz Daim odpowiada, że jego rzemiosłem jest poezja. Wówczas starzec i chłopcy wydają nań wyrok barathry, strącenia ze skały. Tyrtrej uznaje to za głos ludu.
Równi, kapłani i polemarchowie radzą nad poniesioną klęską. Pieśń i wielomówstwo ich zdaniem nie zwycięża w bitwie, ani wódz, który je obficie, pije ze złotego rogu i śpiewa hymn Argonautów. Takiego to wodza wysłał Sparcie lud ateński. Tyrtej uznaje to za głos władzy. Pozostaje mu jeszcze wysłuchać głosu Boga i swego serca. Wodzowie twierdzą, że przybył nie w porę, gdy wrzała bitwa i nikt nie mógł usłyszeć jego słów podobnych do pieśni. Kapłani zarzucają mu, że usunąwszy się do swego namiotu, nie uczestniczy w powszechnej żałobie. Senat uniewinnia go od zarzutu przybycia nie w porę, a królowie świadczą, że zachowywał się godnie. Gdy Tyrtej wkracza, pierwszy z eforów wzywa, by ustąpił pola temu, który sięga po koronę, mimo że zdobytą w niefortunnym starciu. Tyrtej ustępuje, a drugi efor wzywa Hieroplita, który zostaje ozdobiony wieńcem laurowym. (brak ostatnich kart tragedii).

### Za kulisami

#### Scena I

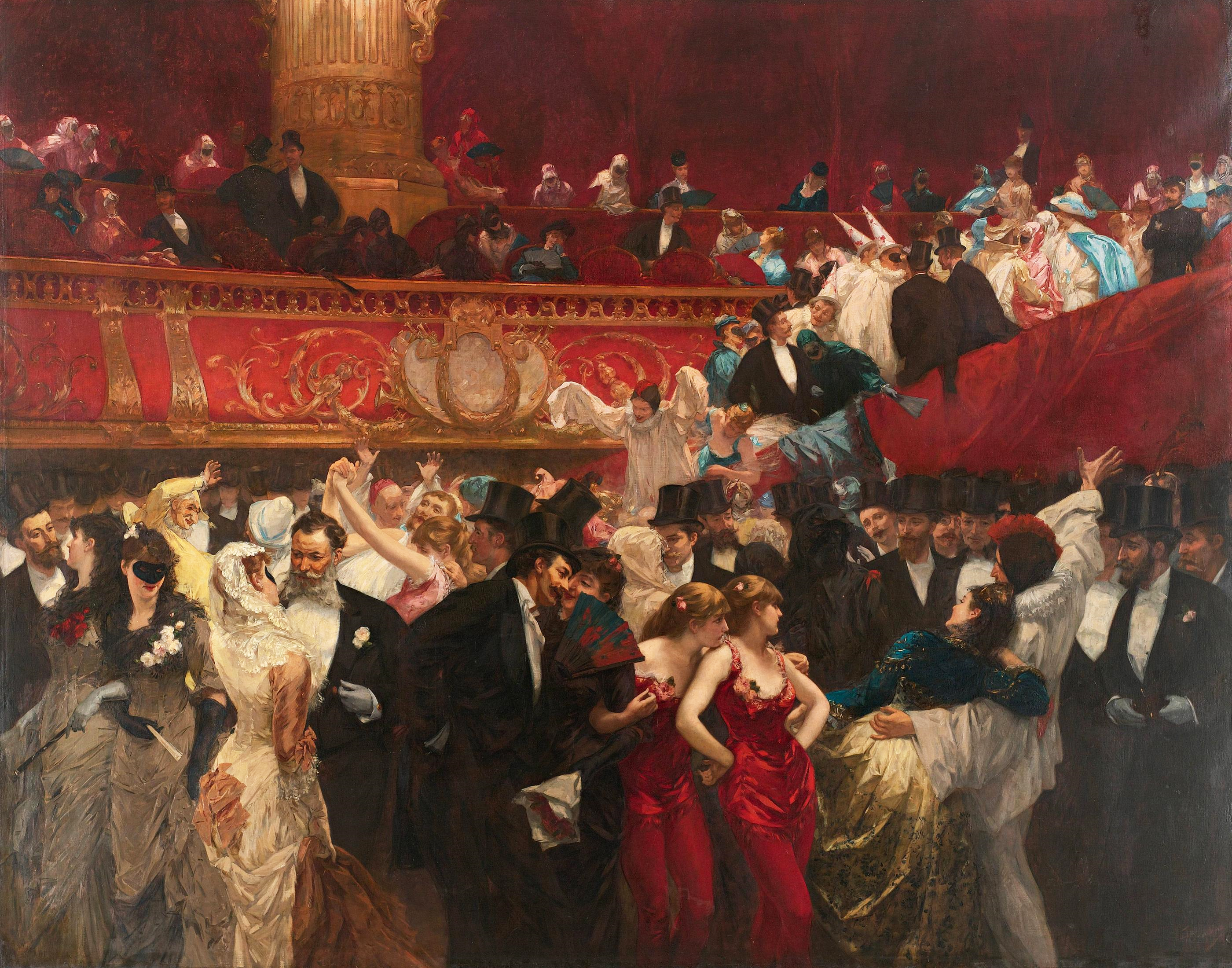
Maskarada. Charles Hermans. 1880.

Komisarz nakazuje Służbowemu mieć baczenie na służącego, który źle trzyma szal, stojącego obok bywalca i służącego, agenta 15 okręgu. Bywalec, Malcher, opowiada o swych podróżach z panem i tęsknocie za ojczyzną. Towarzyszący mu służący nie do końca wiedzą, o co chodzi. Przechodzące obok domina rozpoznają w jednym ze służących agenta, w drugim konspiratora. Baron Glückschnell cieszy się, że ze sztuki o Tyrteju nie zrobiono osobnego widowiska. Przy maskaradzie powinna się utrzymać, a potem zatrze się złe wrażenie komedyjką z baletem. Polak narzeka, że Polacy nie mają inteligencji technicznej. Pierwsze domino jest przekonane, że nazwisko anonima, autora sztuki ujawni się przed jej końcem. Drugie domino żałuje, że przy okazji potyczki nie wyłożono zasad partyzantki albo rozbijania obozu. Obydwoje zastanawiają się czy przyjąć lody roznoszone przez szpiega.
Lia jest zdenerwowana. Wyjaśnia Emmie, że do jej zaręczyn z panem na Omegach nie doszło. Kiedy już miał się oświadczyć, poprosił o zwłokę do dzisiejszego wschodu słońca. Dlatego przekazała pudełko z pierścionkami Emmie, żeby go nawet nie dotknąć. Kiedy się zorientowała, że na dzisiaj przypada maskarada, chciała na nią nie przychodzić. Ostatecznie zjawiła się na początku drugiego aktu sztuki i usłyszała, że autorem sztuki jest jej wybranek, Omegitt. Jest oburzona, jak mógł tak zatracić pojęcie różnicy między miłością do kobiety a próżnością. Emma jest zdania przeciwnego, że gdyby Omegitt rzeczywiście chciał spróbować swych sił na scenie, nie odwlekałby oświadczyn, świadom, że łaska publiczności jest niepewna. Rozmowę przerywa Glückschnell pytaniem o to jak się podoba sztuka. Lia odbija pytanie, kierując je do sławnego pisarza de Fiffraque, z którym Glückschnell dopiero co rozmawiał. Fiffraque nie mógł być zachwycony sztuką tak źle przyjętą. Dzwonek wzywa na trzecią odsłonę przedstawienia. Zbliżają się de Fiffraque i referendarz Sofistoff, dawny adorator Lii, który podaje jej rękę. Emma nadal dopytuje Glückschnella o sztukę. Ten odpowiada, że silna tragedia daje impuls trawieniu, a przy balecie widzowie więcej piją. Przy tej tragedii jednak niewielu jest ludzi przy bufecie. Pan Omegitt przez swoje liczne podróże utracił siłę języka i rozeznanie co się podoba.

#### Scena II

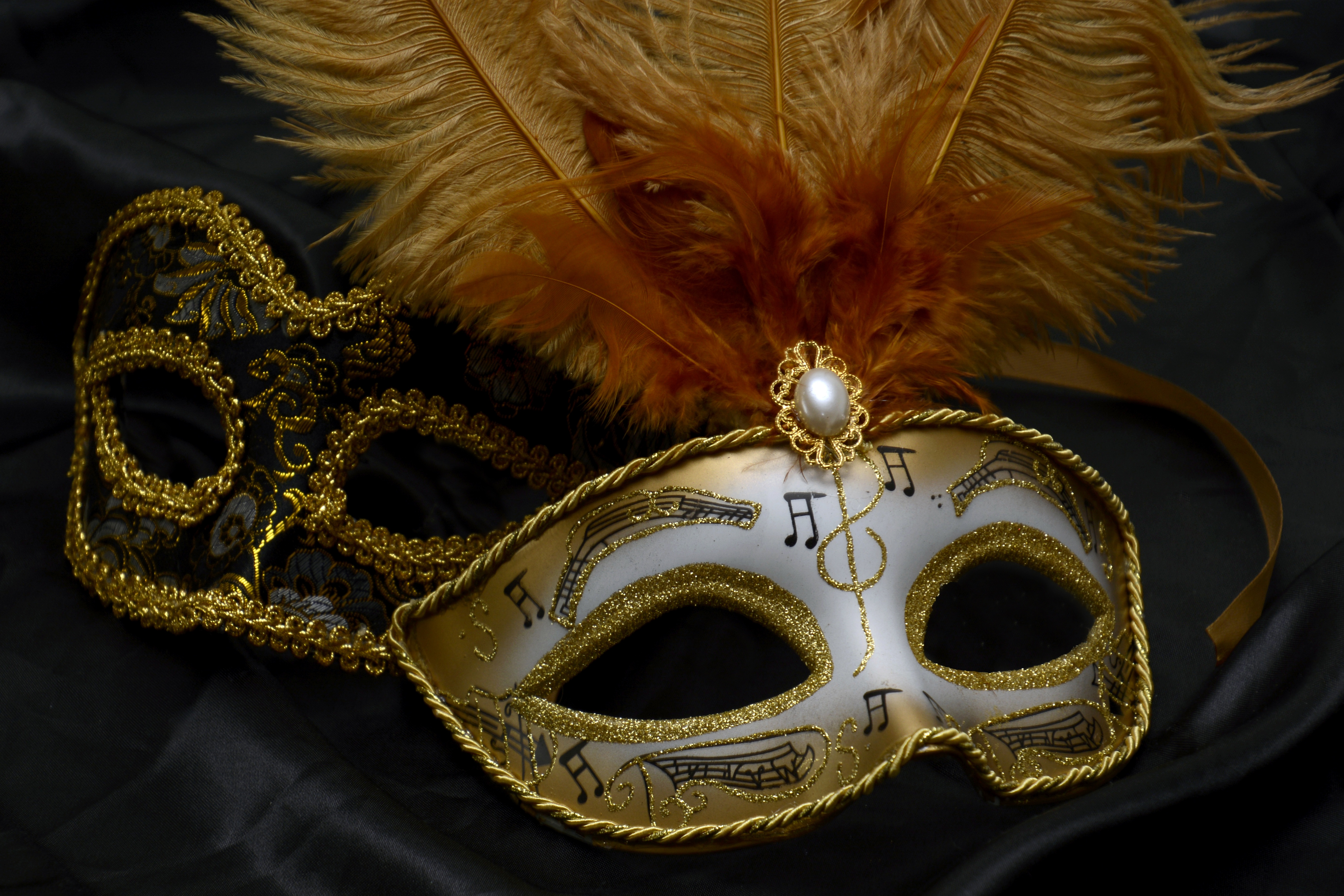
Maska karnawałowa.

Omegitt rozmyśla nad jałowością dzielenia utworów na poetyckie i trywialnie praktyczne. Ubolewa, że wszystkim rządzi obyczaj. Pogrążonego w melancholii zaczepia grupa fiołków smutnych. Zapytany o cywilizację odpowiada, że jest bękarcia, bo praktyczna jest niechrześcijańska, a chrześcijańska niepraktyczna. Fiołki uciekają przerażone takim grubiaństwem. Widzowie wychodzą po spektaklu. Sztuka zrobiła klapę. Glückschnell  ma nadzieję, że to się zatrze. Emma żałuje, że ujawniono nazwisko autora i szuka Lii. Maska Diogenes szuka człowieka, który powiedział grubiaństwo. Omegitt mówi, że nic nowego nie ma pod słońcem. Nikt nie widzi tylko jednej strony jabłka, bo prawda udziela się cała i w zupełności i nawet, to co nowe jest jakoś znane. Fiffraque zapytany o sztukę odpowiada, że nic nie zrozumiał, bo nie zna języka. Omegitt kontynuując, mówi, że inaczej widzi jabłko dziecko, inaczej Newton, chemik, filozof, inaczej ogrodnik. Diogenes pyta, co powiedziałby Tyrtej, gdyby się znalazł na maskaradzie. Prawdę, odpowiada Omegitt, wierząc w jej moc, choć nikt tego obecnie nie czyni. Szpieg i konspirator, zainteresowani prawdą, nic nie rozumieją. Poeta gminny śpiewa przyśpiewki. Polak wychwala polski balet. Omegitt odsyła Diogenesa pytającego znowu o Tyrteja do Krytyka. Chór twierdzi, że Krytyk nie pozwala sobie zadać pytania albo doprowadza do kłótni. Krytyk przyznaje, że aby coś wypowiedzieć musi się doprowadzić do gniewu. Omegitt stwierdza, że tak czynią dzieci. Emma wypatruje Lii i dostrzega ją oburzoną w oknie. Mandolin śpiewa: A czy też ona wie. Omegitt zbliża się do Lii i próbuje nawiązać do zbliżającego się wschodu słońca. Kobieta jest rozgoryczona doznanym upokorzeniem: wygwizdaniem sztuki. Chce oddać pudełko z pierścionkami. Omegitt się wzbrania. (Brakuje zakończenia sceny).

#### Scena III

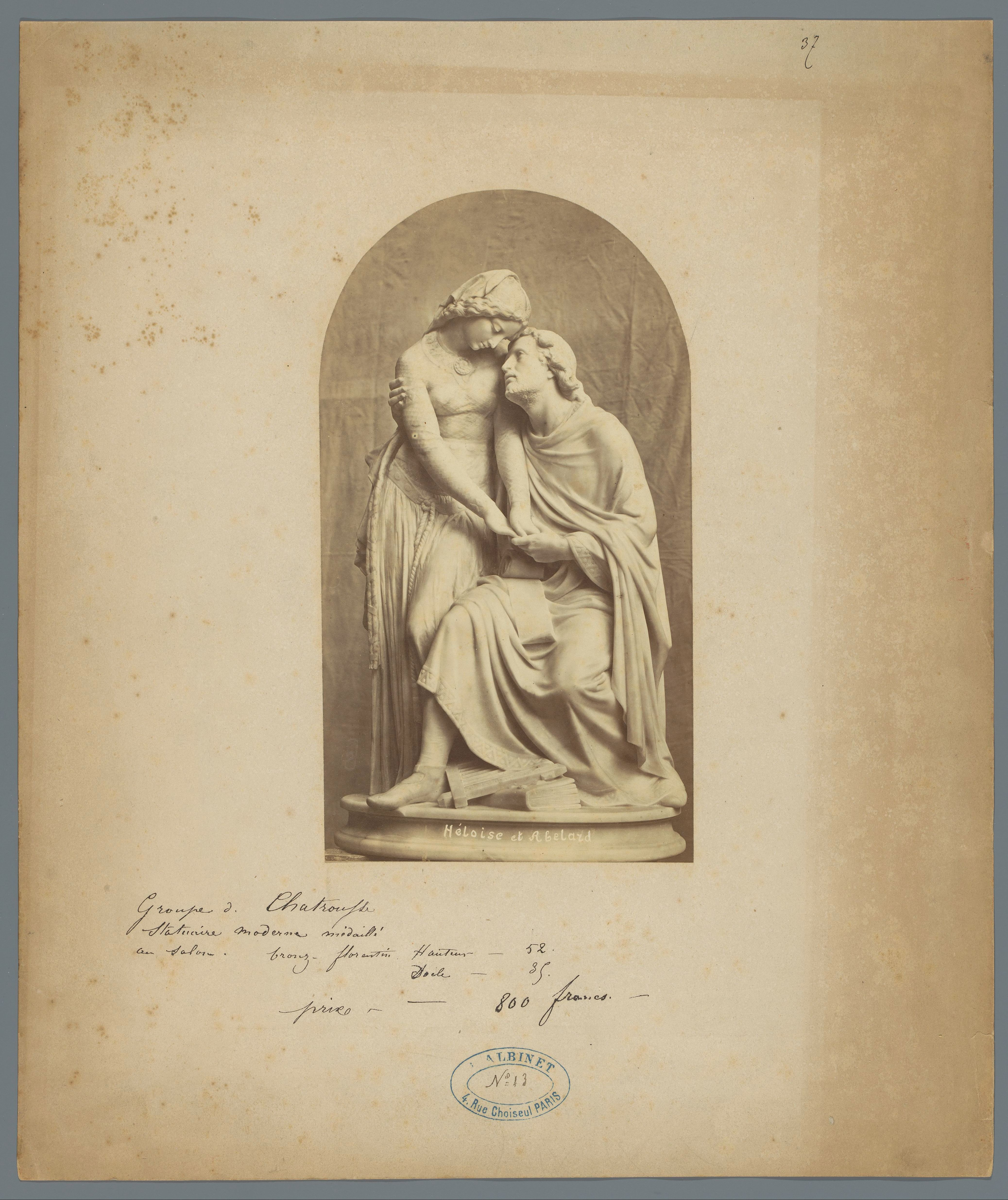
Heloiza i Abelard.

Mandolin śpiewa: Na posadzkę zapustnej sceny. Komisarz zaleca mieć oko na gitarzystów, ale wszyscy agenci są już w szatni. Orkiestra liczy strony z nutami, które zostały do końca balu. Flet marzy, by się wyciągnąć w swoim futerale. Paź śpiewa: Nie chcę już smutków. Emma prosi go, żeby przekazał pudełko z pierścionkami Heloizie, za którą przebrana jest Lia. Odchodząc Paź śpiewa: Daj mi wstążkę błękitną. Referendarz Sofistoff w przebraniu Abelarda spodziewa się znaleźć pod koniec zabawy, to czego inni szukali u początków. Diogenes rozpoznaje w nim poszukiwanego człowieka. Emma ostrzega Sofistoffa, że jedyną przeszkodą, jaką może znaleźć obecnie w oczach Heloizy jest jego narodowość. Sofistoff wykazuje jej, że w jego ojczyźnie począwszy od stolicy, poprzez nazwy, stroje żołnierzy, wszystko nienarodowe jest i obce, dlatego jego narodowość nie może być przeszkodą. Emma oddala się, życząc mu szczęścia.

#### Scena IV
Tłum kłębi się w przedsionku odbierając okrycia i czekając na powozy. Emma podziwia Lię pochyloną ku Sofistoffowi. (Brak jednej karty rękopisu). Quidam spostrzega Lię wręczającą Omegittowi pudełko, na którym Omegitt czyta: Lia Sofistoff. Radzi referendarzowi: Scito te ipsum. Po czym odchodzą z Quidamem podejmując przerwaną rozmowę. Malcher zaprasza do powozu.

## Układ dyptyku
Pierwszym, który próbował połączyć obydwie części dyptyku był Zenon Przesmycki. Wychodząc z założenia, że łączą się one dość luźno na zasadzie paralelizmu odległych epok, Przesmycki umieścił w swoim wydaniu z 1911 sceny maskaradowe (I-IV) po Prologu, poprzedzając nimi tekst Tyrteja, a na końcu kładąc tę kartę rękopisu, na której znajduje się napis koniec. Układ ten został powtórzony w wydaniu Przesmyckiego z 1937. Posłużył się nim, z pewnymi modyfikacjami, Wilam Horzyca przy swojej toruńskiej prapremierze dramatu w 1946. Przedstawienie Horzycy skłoniło Tadeusza Makowieckiego i Irenę Sławińską (1949) do dokładniejszych badań nad powiązaniem obydwu części utworu. Z wypowiedzi postaci występujących w I scenie Za kulisami wywnioskowali, że akcja maskarady zaczyna się po drugiej scenie Tyrteja i zostaje przerwana na czas do zakończenia tragedii, tworząc w ten sposób przeplatające się z akcją Tyrteja szczególnego rodzaju interludium. W 1955 jeszcze inny układ zaproponował J. W. Gomulicki. Jego zdaniem tekst Tyrteja powinien być umieszczony po dwóch scenach karnawałowych i powinien poprzedzać dwie sceny końcowe maskarady. Propozycję tę wykorzystał Kazimierz Braun w inscenizacji sztuki dla Teatru Telewizji w 1966 roku. Przygotowując edycję Pism Wszystkich Norwida w 1971  Gomulicki doszedł do wniosku, na podstawie analizy powstawania dyptyku i stanu rękopisów, że obie części powinny być wydawane oddzielnie, najpierw Tyrtej, a następnie Za kulisami.
| Tyrtej                                          | Za kulisami                       |
| ----------------------------------------------- | --------------------------------- |
| Prolog (Przybycie Omegitta do teatru)           |                                   |
| Scena wstępna (Pieśń Partenian)                 |                                   |
| Scena I (Dialog Chórów z Laonem i Daimem)       |                                   |
| Scena II (Przed domem Kleokarpa)                | (Lia przybywa do teatru)          |
|                                                 | Scena I (Rozmowy podczas przerwy) |
| Scena III (Tyrtej i Eginea w ogrodzie)          |                                   |
| Scena IV (Odrzucenie Tyrteja, wybór Hieroplita) |                                   |
|                                                 | Scena II (Fiasko spektaklu)       |
|                                                 | Scena III (Koniec balu)           |
|                                                 | Scena IV (Wyjazd)                 |

## O utworze
Pisząc Tyrteja Norwid podjął dwa tematy, które bardzo go interesowały: w warstwie osobistej, miłości idealnej, w której kobieta jest nie tylko kochanką, ale i wierną towarzyszką mężczyzny, a w sferze publicznej, roli jaką ma do odegrania w społeczeństwie poeta-myśliciel oraz walki jaką musi podjąć ze społeczeństwem, które zastygło w martwej tradycji i sprzeciwia się wszelkim ideom prowadzącym do rozwoju. Autor nie stronił od aluzji do aktualnej rzeczywistości (powstańcze hasło: zwyciężyć albo zginąć), krytyki emigracji polistopadowej (samowolna emigracja Partenianów) i nawiązań do powstania kościuszkowskiego (Kodrus w sukmanie i z kosą, wołający: koniec królestwa ateńskiego). Miał jednak przede wszystkim na względzie pewne idee i postawy moralne, które uwydatniały się na tle idei i postaw człowieka XIX wieku. Aby osiągnąć ten cel posłużył się głęboko mistrzowskim – jak to sam określił  – pomysłem Szekspira: teatru w teatrze. Obudowujące Tyrteja sceny maskaradowe miały uświadomić widzom i czytelnikom głębokie różnice, jakie zachodziły między czasami wojny messeńskiej i czasami obecnymi, tj. między doryjskim a frygijskim żywiołem i sensem (a dorio ad phrygium). W koncepcji Norwida, kiedy obyczaj i rzeczywistość stają się brudną maską, wtedy maska teatru staje się rzeczywistością o wielekroć godniejszą wyboru, w pewnym sensie stała się prawdą.
Sceny maskaradowe Za kulisami stanowią symetrycznie skomponowany odpowiednik tragedii antycznej. To co w Tyrteju było rzeczywistością godną wyboru w komedii stało się rzeczywistością powszednią, odbiciem w krzywym zwierciadle, a przez to bardzo realistycznym. Pisząc drugą część dyptyku Norwid po mistrzowsku wykorzystał pomysł, który zrodził się rok wcześniej przy pisaniu Tyrteja, balu za kulisami teatru. Wzorem przy pisaniu utworu były mu dwa bale warszawskie z 1864 z ostatnich miesięcy dogorywającego powstania: bal u prezydenta Witkowskiego oraz bal u namiestnika carskiego hrabiego Berga oraz Mickiewiczowski bal u Senatora z III części Dziadów. W warszawskich balach uczestniczyli cudzoziemscy fabrykanci, zastraszeni polscy rzemieślnicy, urzędnicy pod groźbą dymisji, liczne grono Żydów kilku dyplomatów oraz policjanci przebrani we fraki i udający wesołość. Takie jest tło Norwidowskiej maskarady i romansu wielkiej damy z rosyjskim dygnitarzem. Przejęty z Tyrteja Omeg, który tam był tylko podróżnikiem, zwiedzającym osobliwości wielkiego miasta i przypadkowym gościem w teatrze, staje się autorem tragedii, a zarazem dziewiętnastowiecznym odpowiednikiem antycznego poety. Natomiast ocena jaką ta tragedia zyska sobie w oczach publiczności oraz ukochanej Omegitta, Lii, która z kolei stanowi odpowiedniczkę Eginei, idealnej towarzyszki Tyrteja, ma być sprawdzianem publiczności i tej kobiety.
Postaci bohaterów, jak często bywa u Norwida, czerpią z rzeczywistych osób. Piękna Lia jest nader wiernym portretem Marii Kalergis. W Omegicie Norwid sportretował samego siebie. Referendarzem Sofistoffem, szczęśliwym rywalem Omegitta, jest pułkownik Muchanow, który na jesieni 1863 poślubił owdowiałą panią Kalergis. Niezależnie od zapożyczeń postaci te stanowią pewne typy ludzkie o określonych postawach, zachowaniach i przydarzających się im sytuacjach życiowych.
Opracowując obydwie części dyptyku Norwid zadbał o to, by odpowiednie jego miejsca sobie odpowiadały i tak na przykład:
- wygwizdaniu Tyrteja na konkursie ateńskim odpowiada wygwizdanie Tyrteja w teatrze,
- spotkaniu Eginei z Tyrtejem w ogrodzie odpowiada spotkanie Omegitta z Lią w teatrze (na obydwu ma dojść do zasadniczych wyjaśnień)
- Jeszcze jeden niewielki rapsod, jeszcze jeden (Tyrtej, IV, pierwsza kwestia) – Jeszcze tylko parę stronic (...) jeszcze tylko parę tych stronic (Za kulisami, III, kwestia orkiestry)[20].

Norwid swoim zwyczajem (Noc tysiączna druga, A Dorio ad Phrygium) skorzystał w tym dramacie z kilku własnych wierszy, pochodzących, jak się zdaje z napisanego ok. 1861 dłuższego cyklu liryków salonowych. W scenie drugiej Mandolin wykonuje A, czy też ona wie. W scenie trzeciej znalazły się jeszcze trzy utwory: Na posadzkę zapustnej sceny, Nie chcę już smutków i Daj mi wstążkę błękitną. Pierwszy wykonuje Mandolin, a dwa następne Paź.

## Za kulisamina scenie
| premiera             | teatr                                  | reżyser         |
| -------------------- | -------------------------------------- | --------------- |
| 21 grudnia 1946      | Teatr Ziemi Pomorskiej, Toruń          | Wilam Horzyca   |
| 14 marca 1959        | Teatr Narodowy, Warszawa               | Wilam Horzyca   |
| 10 października 1966 | Teatr Telewizji                        | Kazimierz Braun |
| 12 września 1970     | Teatr im. Juliusza Słowackiego, Kraków | Kazimierz Braun |
| 14 czerwca 1980      | Teatr Wybrzeże, Gdańsk                 | Irena Maślińska |
| 14 października 2000 | Teatr Polskiego Radia                  | Jan Warenycia   |